# Mosty Wielkie (gmina)
Mosty Wielkie – dawna gmina wiejska w powiecie żółkiewskim województwa lwowskiego II Rzeczypospolitej (1934–1939), a także jednostka podziału administracyjnego Generalnego Gubernatorstwa w latach 1941–1944, wchodząca w skład dystryktu galicyjskiego. Siedzibą gminy było miasto Mosty Wielkie, stanowiące w II RP odrębną gminę miejską.
Gminę utworzono 1 sierpnia 1934 r. w ramach reformy na podstawie ustawy scaleniowej z dotychczasowych gmin wiejskich: Bojaniec, Borowe, Kupiczwola, Rekliniec, Stanisłówka, Strzemień i Wolica.
W latach 1939–1941 zniesiona, będąc okupowana przez ZSRR, gdzie nie funkcjonowały gminy zbiorowe (vide rejon wielkomostowski).
W 1941 roku reaktywowana na skutek wojny niemiecko-radzieckiej, po zajęciu obszaru przez władze hitlerowskie. Gmina weszła w skład powiatu lwowskiego (Kreishauptmannschaft Lemberg), należącego do dystryktu Galicja w Generalnym Gubernatorstwie, gdzie została zmodyfikowana. Gminę powiększono o zniesione miasto Mosty Wielkie oraz o gromady Butyny, Dworce i Przystań, które przed wojną należały do (niereaktywowanej) gminy Butyny, natomiast część przedwojennej gminy Mosty Wielkie (gromady Bojaniec, Kupiczwola i Weryny) włączono do reaktywowanej gminy Turynka. Ludność gminy w 1943 roku wynosiła 13.211.
| Gmina w Landkreis Lemberg | Miejscowości / gromady                             | Gmina (II RP)     | Powiat (II RP) | Rejon w ZSRR (1939–1941) |
| ------------------------- | -------------------------------------------------- | ----------------- | -------------- | ------------------------ |
| Mosty Wielkie             | Dworce i Przystań                                  | Butyny            | żółkiewski     | wielkomostowski          |
| Mosty Wielkie             | Mosty Wielkie                                      | Mosty Wielkie (m) | żółkiewski     | wielkomostowski          |
| Mosty Wielkie             | Borowe, Rekliniec, Stanisłówka, Strzemień i Wolica | Mosty Wielkie     | żółkiewski     | wielkomostowski          |
| Turynka                   | Bojaniec, Kupiczwola i Weryny                      | Mosty Wielkie     | żółkiewski     | wielkomostowski          |
| Turynka                   | Derewnia, Kulawa i Turynka                         | Turynka           | żółkiewski     | wielkomostowski          |
| Turynka                   | Biesiady i Lubella                                 | Butyny            | żółkiewski     | wielkomostowski          |
| Turynka                   | Krasiczyn, Theodorshof i Żełdec                    | Dzibułki          | żółkiewski     | kulikowski               |

Po II wojnie światowej obszar gminy został włączony do Ukraińskiej SRR.